# Dolichopus sicardi
Dolichopus sicardi är en tvåvingeart som beskrevs av Octave Parent 1920. Dolichopus sicardi ingår i släktet Dolichopus och familjen styltflugor. Inga underarter finns listade i Catalogue of Life.